# Edward Ffrench Bromhead
Edward Ffrench Bromhead (Dublin, 26 de março de 1789 – 14 de março de 1855) foi um proprietário de terras e matemático britânico, mais lembrado como patrono do matemático e físico George Green e mentor de George Boole.

## Vida
Nasceu o filho de Gonville Bromhead, 1º Baronete Bromhead (avô do segundo em comando britânico de mesmo nome em Rorke's Drift) e Lady Jane ffrench, Baronesa ffrench, em Dublin. Bromhead foi educado na Universidade de Glasgow e mais tarde no Caius College, Cambridge (BA 1812, MA 1815) antes de iniciar o estudo de direito no Inner Temple em London. Ele foi eleito Fellow da Royal Society em 1817. Retornando a Lincolnshire, ele se tornou o High Steward of Lincoln. Ele se tornou o segundo Baronete de Bromhead, de Thurlby Hall em 1822.
Enquanto estava em Cambridge, Bromhead foi fundador da Analytical Society, uma precursora da Cambridge Philosophical Society, junto com John Herschel, George Peacock e Charles Babbage, com quem manteve uma amizade estreita e duradoura. Embora ele fosse, segundo todos os relatos, um matemático talentoso em seu próprio direito (embora a falta de saúde o tenha impedido de prosseguir seus estudos), sua maior contribuição para o assunto está em segunda mão: ter assinado a primeira publicação de autodidata matemático e físico George Green, ele encorajou Green a continuar sua pesquisa e a escrever mais artigos (que Bromhead enviou para serem publicados nas Transactions of the Cambridge Philosophical Society e na Royal Society of Edinburgh).
Bromhead repetiu seu sucesso encorajando o jovem George Boole de Lincoln. Bromhead foi presidente do Lincoln Mechanics Institute em Lincoln Greyfriars, onde o pai de George Boole era o curador. Boole veio a público pela primeira vez quando deu uma palestra sobre a obra de Sir Isaac Newton em 5 de fevereiro de 1835. O desenvolvimento do jovem Boole foi alimentado por livros fornecidos por Bromhead.

Bromhead perdeu a visão quando era velho e morreu solteiro em sua casa de Thurlby Hall em Thurlby, North Kesteven em 14 de março de 1855. 

## Publicações selecionadas
- X. Remarks on the present state of botanical classification Philosophical Magazine Series 3 Volume 11, Issue 64-65, 1837
- XXVIII. Memoranda on the origin of the botanical alliances Philosophical Magazine Series 3 Volume 11, Issue 67, 1837
- Bromhead, Edward Ffrench (1838). «An Attempt to ascertain Characters of the Botanical Alliances». Edinburgh New Philosophical Journal. 25: 123–134. Consultado em 21 de abril de 2015